# Завземане
Завземане пренасочва насам.  За сериите на това събитие вижте Завземане (серии).
Завземане (на английски: NXT TakeOver) е кеч събитие, продуцирано от WWE, под тяхната развиваща се марка NXT и се излъчваше на живо по WWE Network.
Проведе се на 29 май 2014 във Full Sail University в Уинтър Парк, Флорида и включва 5 излъчени мача и един тъмен мач. В главния мач Ейдриън Невил зашитава Титлата на NXT срещу Тайсън Кид. Шоуто включва и финала на турнира за свободната Титла при жените на NXT, където Шарлът, придружавана от баща ѝ Рик Светкавицата се бие срещу Наталия, придружавана от чичо си Брет Харт.

## Продукция

### Заден план
Завземане е второто някога NXT шоу на живо излъчването на Мрежата на WWE, след Пристигане през февруари 2014 г. Името „Завземане“ впоследствие ще бъде използвано за NXT събития на живо провеждащи се няколко пъти всяка година.

### Сюжети
Завземане включваше кеч мачове с участието на различни борци от вече съществуващи сценични вражди и сюжетни линии, които се изиграват по NXT. Борците са добри или лоши, тъй като те следват поредица от събития, които са изградили напрежение и кулминират в мач или серия от мачове.

## Събитие
Коментаторите на шоуто бяха Том Филипс, Уилям Ригал и Байрън Сакстън. Обсъждащите в Предварителното шоу бяха Крисчън, Пол Хеймън и Рене Йънг. Имаше сегмент с Моджо Роули, който противопоставяше Русев и Лана, след това Роули и Русев се сбиха; Русев доминираше.

## Резултати
| #                                                                     | Резултати                                                     | Правила                                                         | Време |
| 1D                                                                    | Бейли победи Саша Бенкс                                       | Сингъл мач                                                      | N/A   |
| 2                                                                     | Адам Роуз победи Камачо                                       | Сингъл мач                                                      | 05:07 |
| 3                                                                     | Възнесението (Конър и Виктор) (ш) победиха Ел Локал и Калисто | Отборен мач за Отборните Титли на NXT                           | 06:18 |
| 4                                                                     | Тайлър Брийз победи Сами Зейн                                 | Сингъл мач за определяне на Главен претендент за Титлата на NXT | 15:55 |
| 5                                                                     | Шарлът (с Рик Светкавицата) победи Наталия (с Брет Харт)      | Сингъл мач за свободната Титла при Жените на NXT                | 16:49 |
| 6                                                                     | Ейдриън Невил (ш) победи Тайсън Кид                           | Сингъл мач за Титлата на NXT                                    | 20:55 |
| (ш) – указва шампиона/шампионите в мача; D – показва, че мача е тъмен |                                                               |                                                                 |       |